# Portland, Oregon
Portland je največje mesto v ameriški zvezni državi Oregon. Leži na severozahodu države v bližini sotočja rek Columbia in Willamette. Portland ima po ocenah iz leta 2007 okoli 550.000 prebivalcev in je na 30. mestu med ameriškimi mesti, na širšem velemestnem območju prebiva približno 2,2 milijona ljudi.
Portland je dobil mestne pravice leta 1851. Ena od posebnosti mesta je izrazito premišljeno načrtovanje rabe zemljišč, s čimer želi mestna uprava omejiti pretirano urbanizacijo. Sicer je mesto znano po številnih malih pivovarnah in žganjarijah.
Portland leži v obalnem pasu ob Tihem oceanu, zaradi česar ima oceansko podnebje s toplimi, suhimi poletji in deževnimi, milimi zimami. Takšno podnebje je idealno za gojenje rož in mesta, ki ga krasijo številni vrtovi, se že več kot stoletje drži vzdevek Mesto rož.